# Rosala Hamnholmen
Rosala Hamnholmen är en ö i Finland. Den ligger i Skärgårdshavet och i kommunen Kimitoön i den ekonomiska regionen  Åboland i landskapet Egentliga Finland, i den sydvästra delen av landet. Ön ligger omkring 64 kilometer söder om Åbo och omkring 150 kilometer väster om Helsingfors.
Öns area är 33,9 hektar och dess största längd är 1,2 kilometer i sydväst-nordöstlig riktning.